# Pseudolimnophila (Pseudolimnophila) luteipennis
Pseudolimnophila (Pseudolimnophila) luteipennis is een tweevleugelige uit de familie steltmuggen (Limoniidae). De soort komt voor in het Nearctisch en Neotropisch gebied.